# Riedel Motoren
Die Riedel Motoren AG war ein 1947 von Norbert Riedel gegründeter deutscher Motorrad- und Motorenhersteller.

## Geschichte

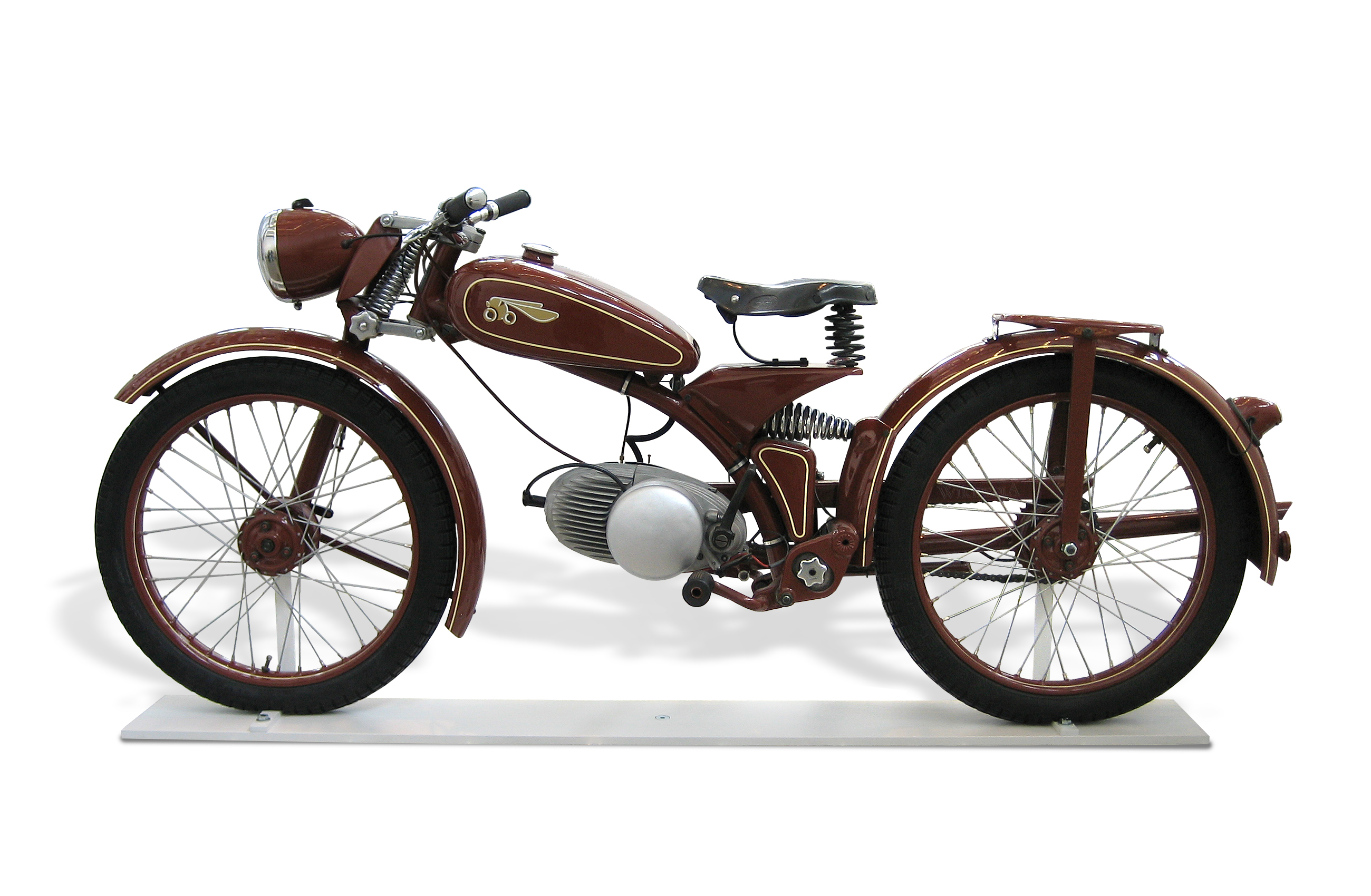
Imme R 100, 1948/49

Im Jahr 1948 wurde das Unternehmen als Riedel Motoren AG ins Handelsregister eingetragen. Ab 1949 fertigte Norbert Riedel mit 370 Mitarbeitern das Leichtmotorrad „Imme R 100“, dessen Produktion nach etwa 12.000 Exemplaren infolge des Konkurses eingestellt werden musste.
Ende August 1950 waren bereits 10.000 Exemplare entstanden, doch schon Ende 1950 war der Produktionshöhepunkt erreicht, weil mit der  NSU Fox und der Adler M 100 weniger ungewöhnliche Motorräder zur Verfügung standen; außerdem ließ die Nachfrage nach 100-cm³-Motorrädern allgemein nach. 1950 hatte die AG bereits einen Verlust von 1,25 Millionen DM. Das Unternehmen ging im Oktober 1951 in Konkurs. Aus der Konkursmasse entstand die ZMG Zweirad-Motoren-Getriebe GmbH, die den Kundendienst und die Ersatzteilversorgung der Immen übernahm und einige verbesserte Modelle, auch mit Zweizylindermotoren, herausbrachte.
Abnehmer der Motoren war u. a. Fend für den Fend Flitzer.